# 邊侁
邊侁（1503年—？），字行甫，號貞谷，直隸河間府任丘縣人，官籍，明朝政治人物。

## 生平
嘉靖四年（1525年）乙酉科順天鄉試第六名舉人，十一年（1532年）中式壬辰科會試第一百三十七名，二甲第五十六名進士。戶部觀政，選翰林院庶吉士，授工科給事中，調禮部主事，歷光祿寺寺丞、尚寶司司丞、尚寶司少卿，三十一年（1552年）謫澤州知州，調道州知州。

## 家族
曾祖邊永；祖父邊鏞；父邊憲，母鄭氏。